# Josep Viader i Moliner
Josep Viader i Moliner (Girona, 1 de setembre de 1917 - ibídem, 25 d'octubre de 2012) va ser un músic, compositor, instrumentista i pedagog català.
Nascut l'1 de setembre de 1917 en un entresòl al carrer Auriga, la seva família era molt coneguda a la ciutat per l'ofici del pare, que era flequer. El forn Viader, davant el cinema Modern, i l'establiment al carrer Albereda, 3, eren d'aquelles botigues que pertanyien al teixit comercial tradicional de la ciutat. Més tard, la família es traslladaria a un pis del mateix sector, a la travessia Auriga, on coincidiren, per la part interior de l'habitatge, que es comunicava amb el primer pis, amb Josep Albertí, i en el segon, amb Francesc Puntonet, violinista, tots dos estudiants de música en aquella època.
De petit, la veu de Viader ja es feu escoltar, primer a la parròquia del Carme amb mossèn Ribas, i més tard a la de Sant Feliu, amb el mestre Francesc Civil, del qual ja rebia classes particulars de música. Més tard ampliaria estudis amb Pere Vallribera (piano) i amb Josep Muset i Antoni Busom (harmonia), a Barcelona. Més endavant estudiaria harmonia seguint el mètode Morera, i instrumentació per a cobla, amb Josep Blanch i Reynalt.
Compaginà els seus estudis musicals amb els mercantils (comerç) fins als 14 anys, i inicià seguidament els estudis de magisteri. Acabada la carrera de magisteri, complí el servei militar a la 13a Comandància de l'Exèrcit València i Terol, a la Corunya, on ben aviat formà una coral, juntament amb Àngel Colomer, que després seria director de l'Orfeó Laudate.
Després de la guerra, entrà com a mestre interí a Bordils (1939), Va ocupar la plaça durant dos cursos, fins al setembre de 1941. A més, va tocar el contrabaix a la Cobla-orquestra Bolero entre 1940 i 1948, i el piano amb el Conjunt Brasil a principis dels anys 50.
A Bordils, el mestre Viader també aprofità el temps creant una coral, i va aconseguir, en el poc temps que hi estigué, un bon repertori, que es plasmà en els concerts a la mateixa població i rodalia. En aquests moments també estudiava acordió.
En la seva estada a Bordils conegué a Anita Vidal, que el dia 25 de novembre de 1943 es convertiria en la seva inseparable muller.
El 1945 aprovà les oposicions, amb el número 2 de la promoció, i s'instal·là a Girona. Va ser destinat a Palamós, però no ocuparia mai aquesta plaça, perquè amb la vacant produïda a l'Escola de Mestres per la mort del professor Sobrequés sol·licità excedència a Palamós i ingressà aquell mateix any com a professor de música a la Normal de Girona. A partir de 1966 ocuparia aquesta plaça com a catedràtic.
L'any 1946 formava part, com a cap de corda, de la coral del GEiEG, que dirigia el mestre Civil. El 1948 n'assumí la direcció. El 1954, i fins al 56, el mestre Viader dirigia també la coral de Breda (formació enterament masculina).
Les seves nombroses obligacions a la ciutat - fou regidor pel terç sindical de 1957 a 1960 - li impediren continuar la tasca, que, tot i els pocs recursos humans i materials de què disposava, arribà a una bona consolidació.
La seva tasca al capdavant de la coral del GEiEG durà fins a l'any 1960, quan ja feia quatre anys que la simultaniejava amb la direcció de la Capella Polifònica de Girona, que ell havia fundat l'any 1956, i de la qual portaria la batuta fins al 1989, sota el patrocini de l'Associació de Música, primer, i des del 1970, de la Diputació. Va ser fundador de la Coral Saba Nova i també dirigí la coral de l'Institut de Girona, de 1963 a 1965.
Josep Viader entrà al Conservatori de Música Isaac Albéniz de Girona l'any 1949. Va fer-hi de professor i hi ocupà diversos càrrecs de responsabilitat: secretari fins al 1965 i director de 1965 a 1985, moment en què arribà a la jubilació.
Ocupà els càrrecs també de secretari i president de la Mútua de Músics durant una bona colla d'anys, i la presidència del Sindicat de Músics. Just després de jubilar-se, el van fer president de la Llar del Pensionista de Catalunya, pel seu caràcter enèrgic i de lideratge que sempre l'ha caracteritzat.
Ha compost diverses sardanes i harmonitzacions per a cor. Ha estat autor d'una de les versions corals d'Els Segadors. El 1990 va rebre la Placa del President Macià. El 1991 li fou atorgada la Creu de Sant Jordi.

## Obra

### Sardanes
- En el puig (1941)
- Retornant (1942)
- Riu amunt (1945)
- Vers la mar (1946)
- Recança (1946)
- L'Aplec dels Àngels (1947)
- Riu avall (1947)
- El pou de la Roca (1947)
- Entre amics (1948)
- Lloretenca (1948)
- El petit estudiant (1949)
- La font de la Lluna (1950)
- Càndida (1951)
- La gorga fonda (1952)
- La font del Vern (1952)
- Neva que neva (1953)
- Riu brugent (1956)
- Cant de tardor (1960)
- Dolç capvespre (1981)
- El noi de Can Pujol (1981)
- A la vila d'Artés (1982)
- Serenor (1983)
- Eres de llevant (1985)
- La sardana, eterna (1987)
- Palamós, vila bonica (1995)

### Obres originals per a cant o coral
- El gat i les granotes (a 1 veu i piano)
- La lluerna i el cargol (a 1 veu i piano)
- T'estimo (a 1 veu i piano)
- Adorada (a 1 veu i piano)
- Intimitat (a 1 veu i piano)
- El meu casquet (a 1 veu i piano)
- Himne a l'Escola d'Enginyers (a 1 veu i piano)
- Somniant (a 1, 3 o 4 veus i piano)
- Dolcesa (1, 3 o 4 veus i piano)
- En Pere Gallerí (a 4 veus mixtes)
- L'Estel de Natzaret (a 4 veus mixtes)
- La sardana, eterna (a 4 veus mixtes i cobla)
- Palamós, vila bonica (a 1 o 4 veus i piano o cobla)
- Calella (a 4 veus mixtes)
- Nit de campament (a 4 veus mixtes)

#### Cànons
- Als 25 anys de Saba Nova
- La nit de Nadal
- Camins del mar (lletra d'Espriu)
- Al mestre Civil (lletra Salvador Sunyer)
- Marineret (lletra Salvat Papasseit)
- Tenim ganes de cantar (lletra Salvat Papasseit)
- Sevilla (lletra Salvat Papasseit)
- Veniu amics de tot arreu (lletra Salvat Papasseit)
- El dó d'estimar (lletra de Teixidor i Bayé)

### Obres religioses
- Aquests sans han vençut (a 4 veus i orgue)
- Si algú es vol fer seguidor meu (a 4 veus i orgue)
- L'esperit del Senyor (a 4 veus i orgue)
- Salveu-nos, Fill de Déu (a 4 veus i orgue)
- Crist ha ressuscitat (a 4 veus i orgue)
- Avui la llum ha baixat del Cel (a 4 veus i orgue)
- Feliç el qui viu a casa vostra (a 4 veus i orgue)
- A Vòs elevo la meva ànima (a 4 veus i orgue)
- Missa de Sant Narcís:
  - Veniu, beneïts del meu Pare
  - El Senyor m'ha escoltat
  - Al·leluia
  - Als qui aconseguiran la victòria
- Himne a Sant Joan Baptista (a 4 veus i orgue)
- Himne a l'Assumpció (a 4 veus i orgue)
- Himne a Nostra Sra. de la Fuenciscla (a 1 veu i orgue)
- Goig a la Verge dels Dolors (Castell d'Aro) (a 1 veu i orgue)
- Goig a la Verge de la Moratona (Osona) (a 1 veu i orgue)
- Goig a la Creu de Vilabertrant (a 1 veu i orgue)
- D'un vell estable (canon a 2 veus i ostinato)